# Paralelo 27 N
O paralelo 27 N é um paralelo que está 27 graus a norte do plano equatorial da Terra.
Começando no Meridiano de Greenwich na direção leste, o paralelo 27 N passa sucessivamente por:
| País, território ou mar | Notas                                                                                                 |
| ----------------------- | --- |
| Argélia                 | |
| Líbia                   | |
| Egito                   | |
| Mar Vermelho            | |
| Arábia Saudita          | |
| Golfo Pérsico           | Passa a norte da ilha Lavan, Irão                                                                     |
| Irão                    | |
| Golfo Pérsico           | Passa a norte da ilha de Queixome, Irão Passa a sul da ilha de Ormuz, Irão                            |
| Irão                    | |
| Paquistão               | |
| Índia                   | |
| Nepal                   | |
| Índia                   | |
| Butão                   | |
| Índia                   | Passa em partes de Arunachal Pradesh que são reclamadas pela China                                    |
| Myanmar (Birmânia)      | |
| China                   | |
| Mar da China Meridional | |
| Japão                   | Ilha Iheya                                                                                            |
| Oceano Pacífico         | Passa a norte de Okinawa, Japão · Passa a sul de Yoronjima, Japão · Passa a sul de Chichi-jima, Japão |
| México                  | Península da Baixa Califórnia                                                                         |
| Golfo da Califórnia     | |
| México                  | |
| Estados Unidos          | Texas - continente e Ilha Padre                                                                       |
| Golfo do México         | |
| Estados Unidos          | Flórida                                                                                               |
| Oceano Atlântico        | |
| Bahamas                 | Cays a norte das Ilhas Ábaco                                                                          |
| Oceano Atlântico        | |
| Saara Ocidental         | Reivindicado e ocupado por Marrocos                                                                   |
| Mauritânia              | |
| Argélia                 | |